# Meurtre à Canton
Meurtre à Canton (Murder in Canton) est un roman de Robert van Gulik, publié en 1966, et mettant en scène le juge Ti. 
Selon l'ordre chronologique des aventures, il s'agit de la dernière enquête du magistrat et, dans l'ordre de publication, du treizième titre de la série. L'intrigue se déroule pendant l'été de l'an 680.

## Résumé
Le Juge Ti, qui réside à Pékin, est maintenant le plus ancien magistrat de Chine, aussi son autorité est-elle à peine inférieure à celle de l'empereur lui-même. 
À Canton, le plus important port du pays, les commerçants affluent de tous les horizons, depuis l'Inde jusqu'au Moyen-Orient. Un jour, Liou Tao-ming, l'un des très puissants censeurs impériaux est porté disparu. Sous un déguisement, le juge Ti se rend sur place pour enquêter. Il est aidé dans sa tâche par Tao Gan, son lieutenant et le premier secrétaire de la Cour. En parallèle, le juge doit dénouer une sordide histoire de mœurs dans la communauté arabe de Canton et le mystère de deux jeunes amants, qui met en cause une belle jeune fille aveugle qui collectionne les grillons.

## Personnages
Enquêteurs
- Ti Jen-Tsie, magistrat de la Cour en visite à Canton.
- Tsiao Taï, colonel de la garde et lieutenant du juge Ti.
- Tao Gan, premier secrétaire de la Cour et lieutenant du juge Ti.

Personnages importants du district
- Affaire du censeur impérial :
  - Weng Kien, gouverneur de Canton et de sa région.
  - Pao Kouan, préfet de Canton.
  - Liou Tao-ming, censeur impérial.
  - Docteur Sou, conseiller du censeur.

- Affaire de la danseuse smaragdine :
  - Zoumouroud, danseuse arabe.
  - Mansour, chef de la communauté arabe de Canton.
  - Liang Fou, grand financier.
  - Ya Tai-kai, riche marchand

- Affaire des amants discrets :
  - Lan-li, jeune fille aveugle.
  - Ni, capitaine au long cours.
  - Dananir et Donyazade, les deux jolies esclaves de ce dernier.

## Particularités du roman
- « La proclamation mensongère que l'on découvre dans la dernière partie de Meurtre à Canton a été inspiré [à l'auteur] par une ruse diabolique employée par un nommé Sou-Tsin au IVe siècle av. J.-C. »[1]

- Publié un an avant la mort de Robert van Gulik, ce récit traite de la criminalité dans un style proche de celui des premiers romans de la série. Le dénouement de l'intrigue et les amours politiques sont subtilement intriqués dans une intrigue complexe où modernité et temps anciens sont adroitement mêlés.

## Sources
- Jacques Barzun et  Wendell Hertig Taylor, A Catalogue of Crime, New York, Harper & Row, 1989.  (ISBN 0-06-015796-8)
- Claude Mesplède, Dictionnaire des littératures policières, vol. 2 : J - Z, Nantes, Joseph K, coll. « Temps noir », 2007, 1086 p. (ISBN 978-2-910-68645-1, OCLC 315873361), p. 934-936.